# Système national d'information inter-régimes de l'Assurance maladie
Le Système national d’information inter-régimes de l’Assurance maladie (SNIIRAM) est une base de données française maintenue par la Caisse nationale de l'assurance maladie des travailleurs salariés.